# Sant Mauri
Sant Mauri és un dels noms que va adoptar en català Sant Maur abat, benedictí del segle vi. Amb el temps, va desenvolupar-se una tradició catalana que, de fet, va donar lloc a un sant llegendari alternatiu, els fets de la vida del qual no tenien res a veure amb la de la persona original. En tot cas, mai no va arribar a constituir-se com una personalitat diferent, sinó que va conservar el nom, el dia de la festivitat i la base històrica per anar, només, afegint-hi detalls folklòrics. Sant Mauri és un dels “sants barbuts” que, segons la tradició, marquen al calendari la setmana més freda de l'any: la setmana dels barbuts.

## Llegenda rossellonesa
La llegenda catalana, recollida per Joan Amades, el fa fill del Rosselló, on va viure fins que va anar al Principat de Catalunya. Va fundar nombrosos monestirs i convents a ambdós cantons del Pirineu. De jove va ser home de mar, pescador o mariner, i sabia guarir el mal del trencament amb oli de fel de peix. També guaria el dolor i la llomadura. Per això havia estat molt venerat entre els hortolans, els quals es passaven el dia treballant la terra amb l'esquena doblegada.
També havien tingut Sant Mauri com a patró els calderers, ja que, segons una vella tradició de l'ofici, aquest sant havia estat calderer. Per efecte d'un do diví, Sant Mauri picava l'aram de les calderes sense fer gens de soroll. Per això la gent que vivia prop d'algun calderer l'invocava perquè li fes suportable i poc molest el soroll que feia el seu veí.
La gent també acudia a aquest sant perquè l'alliberés de tota mena de sorolls pesats i enutjosos. Hom recomanava que el dia de la festivitat del sant (15 de gener, data de la festa de Sant Maure abat) es portés un ciri a sant Mauri perquè alliberés els ciutadans, especialment els barcelonins, dels sorolls que els mortifiquen.